# Pseudexechia tuomikoskii
Pseudexechia tuomikoskii är en tvåvingeart som beskrevs av Kjaerandsen 2009. Pseudexechia tuomikoskii ingår i släktet Pseudexechia, och familjen svampmyggor. Arten är reproducerande i Sverige.